# 岩手県小学校の廃校一覧
岩手県小学校の廃校一覧（いわてけんしょうがっこうのはいこういちらん）は、岩手県内の廃校になった小学校の一覧。対象となるのは、学制改革（1947年）以降に廃校となった小学校と分校である。なお、校名は廃校当時のもの。廃校時に小学校が所在していた自治体がその後合併により消滅している場合は、現行の自治体に含める。他、現在休校中の県内の小学校（分校）も、大部分は廃校と同様の扱いを受けているため参考として記載する。
（）内は、廃校になった年、統合先の小学校など。

## 盛岡広域振興局

### 盛岡市
- 盛岡市立中津川小学校（1973年盛岡市立仁王小学校へ統合）[1]
- 盛岡市立青山小学校みたけ学園分校（1974年閉校）[2]
- 盛岡市立緑が丘小学校みどり学園分校（1978年閉校）[3]
- 盛岡市立簗川小学校（1982年盛岡市立川目小学校へ統合）[4]
- 盛岡市立乙部小学校（1994年新設の盛岡市立都南東小学校へ統合）[5]
- 盛岡市立大ヶ生小学校（同上）[5]
- 盛岡市立根田茂小学校（1998年川目小へ統合）[6]
- 盛岡市立砂子沢小学校（同上）[6]
- 盛岡市立姫神小学校（2006年盛岡市立巻堀小学校へ統合）[7]
- 盛岡市立薮川小学校（2010年盛岡市立外山小学校へ統合）[7]
- 盛岡市立浅岸小学校（2014年盛岡市立山岸小学校へ統合）[7]
- 盛岡市立外山小学校（2014年盛岡市立米内小学校へ統合）[7]
- 盛岡市立川目小学校（2016年盛岡市立中野小学校へ統合）[7]
- 盛岡市立城内小学校（2017年盛岡市立渋民小学校へ統合）[7]
- 盛岡市立繋小学校（2022年盛岡市立太田小学校へ統合）[7]
- 盛岡市立生出小学校（2025年渋民小へ統合）[7]

玉山村（2006年廃止）
- 玉山村立好摩小学校松内分校（1956年閉校）[8]
- 玉山村立玉山小学校川又分校（1964年閉校）[8]
- 玉山村立城内小学校大平冬季分校（1970年1月閉校）[8]
- 玉山村立外山小学校蛇塚冬季分校（1970年閉校）[8]
- 玉山村立藪川小学校川場分校（1971年閉校）[8]
- 玉山村立巻堀小学校鍬形分校（1979年閉校）[8]
- 玉山村立城内小学校砂子沢分校（1957年7月姫神小砂子沢分校へ移行[9]、1990年閉校）[7]
- 玉山村立藪川小学校亀橋分校（2004年閉校）[7]

都南村（1992年廃止）
- 都南村立手代森小学校都南学園（1962年閉校）[10]
- 都南村立見前小学校津志田分校（1968年7月見前小津志田校舎へ移行、1969年8月完全統合）[11]

### 八幡平市
- 八幡平市立渋川小学校（1961年大更第二小渋川分校から独立[12]、2010年八幡平市立大更小学校へ統合）[13]
- 八幡平市立東大更小学校（2013年大更小へ統合）[13]

松尾村（2005年廃止）
- 松尾村立寄木小学校金沢分校（1960年松尾村立屋敷台小学校〈現：八幡平市立柏台小学校〉へ統合）[14]
- 松尾村立寄木小学校畑分校（同上）[14]
- 松尾村立松尾鉱山小学校（1956年私立から移管、1970年閉校）[15]

安代町（2005年廃止）
- 安代町立田山小学校日泥分校（1970年閉校）[16]
- 安代町立舘市小学校袰部分校（1971年8月31日閉校）[17]
- 安代町立花輪鉱山小学校（1976年八幡平市立田山小学校〈当時：安代町立〉へ統合）[18]
- 安代町立荒屋小学校（2003年新設の八幡平市立安代小学校〈当時：安代町立〉へ統合）[19]
- 安代町立五日市小学校（同上）[19]
- 安代町立浅沢小学校（同上）[19]
- 安代町立立畑小学校（同上）[19]
- 安代町立細野小学校（同上）[19]
- 安代町立舘市小学校（2004年田山小へ統合）[18]

西根町（2005年廃止）
- 西根町立寺田小学校若谷地分校（1986年閉校）[7]
- 西根町立寺田小学校荒木田分校（1986年閉校）[7]

### 岩手郡

#### 岩手町
- 岩手町立五日市小学校（1956年岩手町立沼宮内小学校へ統合） [20]
- 岩手町立水堀小学校御堂分校（1969年閉校）[7]
- 岩手町立穀蔵小学校田麦冬季分校（1971年閉校）
- 岩手町立水堀小学校朽木分校（水堀小朽木冬季分校から移行、1973年10月閉校）[21]
- 岩手町立一方井小学校御岳分校（1982年閉校）[7]
- 岩手町立豊岡小学校（1958年水堀小豊岡分校から独立、1986年岩手町立水堀小学校へ統合）[21]
- 岩手町立穀蔵小学校（1986年岩手町立南山形小学校へ統合）[22]
- 岩手町立南山形小学校（2010年岩手町立川口小学校へ統合）[22]
- 岩手町立浮島小学校（1956年一方井小浮島分校から独立、2015年岩手町立一方井小学校へ統合）[23]
- 岩手町立北山形小学校（2016年沼宮内小へ統合）[7]
- 岩手町立岩瀬張小学校（同上）[7]
- 岩手町立水堀小学校（2018年沼宮内小へ統合）[7]
- 岩手町立久保小学校（2019年川口小と一方井小へ分割統合）[7]

#### 葛巻町
- 葛巻町立冬部小学校毛頭沢分校（1989年閉校）[7]
- 葛巻町立小屋瀬小学校土谷川分校（1996年閉校）[24]
- 葛巻町立小屋瀬小学校上外川分校（1964年葛巻町立五日市小学校上外川分校から改称[25]、1996年閉校[24]）
- 葛巻町立葛巻小学校〈旧〉（2005年新制の葛巻町立葛巻小学校へ統合）[26]
- 葛巻町立小田小学校（同上）[26]
- 葛巻町立田野小学校（同上）[26]
- 葛巻町立星野小学校（同上）[26]
- 葛巻町立冬部小学校（同上）[26]
- 葛巻町立葛巻小学校江刈川分校（同上）[26]
- 葛巻町立馬淵小学校（2008年葛巻町立五日市小学校へ統合）[27]
- 葛巻町立吉ヶ沢小学校（2019年葛巻町立小屋瀬小学校へ統合）[7]

#### 雫石町
- 雫石町立南畑小学校切留分校（1957年5月31日閉校）[28]
- 雫石町立上長山小学校極楽野分校（1959年5月31日閉校）[29]
- 雫石町立御明神小学校上野沢分校（1979年閉校）[7]
- 雫石町立大村小学校（2017年新設の雫石町立御所小学校へ統合）[7]
- 雫石町立南畑小学校（同上）[7]
- 雫石町立安庭小学校（同上）[7]
- 雫石町立上長山小学校（2018年新設の雫石町立西山小学校へ統合）[7]
- 雫石町立下長山小学校（同上）[7]
- 雫石町立西根小学校（同上）[7]
- 雫石町立御明神小学校〈旧〉（2018年新制の雫石町立御明神小学校へ統合）[7]
- 雫石町立橋場小学校（同上）[7]

### 紫波郡

#### 紫波町
- 紫波町立赤石小学校平沢分校（1958年閉校）[30]
- 紫波町立赤沢小学校遠山分校（1964年閉校）[31]
- 紫波町立上平沢小学校山王海分校（1966年閉校）[32]
- 紫波町立赤沢小学校山屋分校（1969年閉校）[31]
- 紫波町立水分小学校（2021年新設の紫波町立西の杜小学校へ統合）[7]
- 紫波町立上平沢小学校（同上）[7]
- 紫波町立片寄小学校（同上）[7]
- 紫波町立彦部小学校（2022年新設の紫波町立紫波東小学校へ統合）[7]
- 紫波町立星山小学校（同上）[7]
- 紫波町立佐比内小学校（同上）[7]
- 紫波町立赤沢小学校（同上）[7]
- 紫波町立長岡小学校（同上）[7]

#### 矢巾町
- 矢巾町立徳田小学校間野々分校（1969年徳田小間野々校舎へ移行[33]、1970年完全統合）[34]

## 県南広域振興局

### 奥州市
- 奥州市立衣川小学校〈旧〉（2006年新制の奥州市立衣川小学校へ統合）[35]
- 奥州市立北股小学校（同上）[35]
- 奥州市立南股小学校（同上）[35]
- 奥州市立前沢小学校〈旧〉（2014年新制の奥州市立前沢小学校へ統合）[7]
- 奥州市立白鳥小学校（同上）[7]
- 奥州市立上野原小学校（同上）[7]
- 奥州市立白山小学校（同上）[7]
- 奥州市立古城小学校（同上）[7]
- 奥州市立母体小学校（同上）[7]
- 奥州市立赤生津小学校（同上）[7]
- 奥州市立大田代小学校（2022年奥州市立田原小学校へ統合）[7]
- 奥州市立人首小学校（2023年新設の奥州市立江刺ひがし小学校へ統合）[7]
- 奥州市立木細工小学校（同上）[7]
- 奥州市立玉里小学校（同上）[7]
- 奥州市立梁川小学校（同上）[7]
- 奥州市立広瀬小学校（同上）[7]
- 奥州市立藤里小学校（2023年奥州市立岩谷堂小学校へ統合）[7]
- 奥州市立伊手小学校（同上）[7]
- 奥州市立黒石小学校（2024年奥州市立姉体小学校へ統合）[36]
- 奥州市立胆沢愛宕小学校（2024年奥州市立若柳小学校へ統合）[36]

水沢市（2006年廃止）
- 水沢市立佐倉河小学校常盤分校（1955年奥州市立常盤小学校〈当時：水沢市立〉へ統合）[37]
- 水沢市立真城小学校瀬台野分校（同上）[37]
- 水沢市立水沢小学校福原分校（1956年閉校）[37]
- 水沢市立水沢小学校芝山分校（1959年閉校）[37]
- 水沢市立水沢小学校北下幅分校（1962年閉校）[37]
- 水沢市立姉体小学校上姉体分校（1966年閉校）[37]
- 水沢市立羽田小学校草井沼分校（1966年常盤小へ統合）[37]
- 水沢市立黒石小学校高清水分校（1967年閉校）[7]
- 水沢市立真城小学校中野分校（1967年閉校）[7]
- 水沢市立羽田小学校黒田助分校（1971年閉校）[7]
- 水沢市立佐倉河小学校満倉分校（1972年閉校）[7]

江刺市（2006年廃止）
- 江刺市立梁川小学校菅生分校（1962年閉校）[38]
- 江刺市立梁川小学校大内田分校（1962年閉校）[38]
- 江刺市立愛宕小学校（1963年7月1日新制の奥州市立江刺愛宕小学校（当時：江刺市立愛宕小学校）へ統合）[25]
- 江刺市立愛宕小学校二子町分校（同上）[25]
- 江刺市立愛宕小学校川西分校（同上）[25]
- 江刺市立大田代小学校川内分校（1965年閉校）[39]
- 江刺市立岩谷堂小学校餅田分校（1965年閉校）[7]
- 江刺市立岩谷堂小学校増沢分校（1965年閉校）[7]
- 江刺市立上伊手小学校口沢分校（1965年閉校）[7]
- 江刺市立広瀬小学校石沢分校（1966年閉校）[40]
- 江刺市立石原小学校（1966年新設の田原小へ統合）[41]
- 江刺市立石原小学校原体分校（同上）[41]
- 江刺市立小田代小学校（同上）[41]
- 江刺市立岩谷堂小学校歌読分校（1967年閉校）[7]
- 江刺市立伊手小学校〈旧〉（1969年新制の奥州市立伊手小学校〈当時：江刺市立〉へ統合）[42]
- 江刺市立上伊手小学校（同上）[42]
- 江刺市立稲瀬小学校石関分校（1969年閉校）[7]
- 江刺市立稲瀬小学校上門岡分校（1971年奥州市立稲瀬小学校〈当時：江刺市立〉と北上市立照岡小学校へ分割統合）[7]
- 江刺市立人首小学校中沢分校（1971年9月30日閉校）[17]
- 江刺市立人首小学校学間沢分校（1971年9月30日閉校）[17]

前沢町（2006年廃止）
- 前沢町立生母小学校（1961年奥州市立母体小学校と奥州市立赤生津小学校〈当時：前沢町立〉へ再編）[7]
- 前沢町立生母小学校母体分校（同上）[7]
- 前沢町立生母小学校赤生津分校（同上）[7]
- 前沢町立目呂木小学校（1973年前沢小〈旧〉へ統合）[7]

胆沢町（1967年町制施行、2006年廃止）
- 胆沢村立愛宕小学校前川分校（1961年11月30日奥州市立胆沢愛宕小学校〈当時：胆沢村立愛宕小学校〉へ統合）[10][43]
- 胆沢村立愛宕小学校下嵐江分校（1965年閉校）[44]
- 胆沢町立愛宕小学校石淵分校（1969年閉校）[7]
- 胆沢町立小山小学校（1969年新設の奥州市立胆沢第一小学校〈当時：胆沢町立〉へ統合）[7]
- 胆沢町立東堀切小学校（同上）[7]
- 胆沢町立西堀切小学校（同上）[7]
- 胆沢町立西堀切小学校大畑平分校（同上）[7]
- 胆沢町立徳岡小学校（同上）[7]
- 胆沢町立二の台小学校（同上）[7]

衣川村（2006年廃止）
- 衣川村立衣川小学校大森分校（1998年閉校）[7]

### 一関市
- 一関市立興田小学校〈旧〉（2006年新制の一関市立興田小学校へ統合）[45]
- 一関市立天狗田小学校（同上）[45]
- 一関市立中川小学校（同上）[45]
- 一関市立京津畑小学校（同上）[45]
- 一関市立丑石小学校（同上）[45]
- 一関市立折壁小学校（2009年新設の一関市立室根東小学校へ統合）[45]
- 一関市立浜横沢小学校（同上）[45]
- 一関市立上折壁小学校（2009年新設の一関市立室根西小学校へ統合）[45]
- 一関市立釘子小学校（同上）[45]
- 一関市立津谷川小学校（同上）[45]
- 一関市立大原小学校〈旧〉（2010年新制の一関市立大原小学校へ統合）[45]
- 一関市立内野小学校（同上）[45]
- 一関市立達古袋小学校（2013年一関市立厳美小学校へ統合）[45]
- 一関市立摺沢小学校（2013年新設の一関市立大東小学校へ統合）[45]
- 一関市立渋民小学校（同上）[45]
- 一関市立曽慶小学校（同上）[45]
- 一関市立薄衣小学校（2013年新設の一関市立川崎小学校へ統合）[45]
- 一関市立門崎小学校（同上）[45]
- 一関市立長坂小学校（2014年新設の一関市立東山小学校へ統合）[45]
- 一関市立田河津小学校（同上）[45]
- 一関市立松川小学校（同上）[45]
- 一関市立日形小学校（2015年一関市立老松小学校へ統合）[45]
- 一関市立千厩小学校〈旧〉（2018年新制の一関市立千厩小学校へ統合）[7]
- 一関市立小梨小学校（同上）[7]
- 一関市立清田小学校（同上）[7]
- 一関市立奥玉小学校（同上）[7]
- 一関市立磐清水小学校（同上）[7]
- 一関市立本寺小学校（2018年厳美小へ統合）[7]
- 一関市立室根西小学校（2022年新設の一関市立室根小学校へ統合）[7]
- 一関市立室根東小学校（同上）[7]
- 一関市立花泉小学校〈旧〉（2023年新制の一関市立花泉小学校へ統合）[7]
- 一関市立老松小学校（同上）[7]
- 一関市立永井小学校（同上）[7]
- 一関市立金沢小学校（同上）[7]
- 一関市立油島小学校（同上）[7]
- 一関市立涌津小学校（同上）[7]
- 一関市立新沼小学校（2023年一関市立藤沢小学校へ統合）[7]

一関市〈旧〉（2005年廃止）
- 一関市立萩荘小学校〈初代〉（1957年新制の一関市立萩荘小学校〈2代目〉へ統合）[45]
- 一関市立萩荘小学校川台分校（同上）[45]
- 一関市立西黒沢小学校（同上）[45]
- 一関市立真柴小学校（1957年萩荘小の一部と一関市立一関小学校の一部と共に一関市立南小学校へ統合）[45]
- 一関市立中里小学校川辺分校（1959年閉校）[45]
- 一関市立中里小学校前堀分校（1959年閉校）[45]
- 一関市立一関小学校〈旧〉（1965年新制の一関小へ統合）[46]
- 一関市立狐禅寺小学校（同上）[46]
- 一関市立本寺小学校小猪岡冬季分校（1971年閉校）[47]
- 一関市立山目小学校蘭梅学園分校（1974年閉校）[2]
- 一関市立笹谷小学校（1975年一関市立山目小学校へ統合）[45]
- 一関市立本寺小学校祭畤分校（厳美小祭畤分校から移行、1979年閉校）[45]
- 一関市立相川小学校下相川分校（1980年閉校）[7]
- 一関市立弥栄小学校〈旧〉（1990年新制の一関市立弥栄小学校へ統合）[45]
- 一関市立平沢小学校（同上）[45]
- 一関市立舞草小学校（1995年新設の一関市立舞川小学校へ統合）[45]
- 一関市立相川小学校（同上）[45]
- 一関市立萩荘小学校〈2代目〉（2005年新制の萩荘小〈3代目〉へ統合）[45]
- 一関市立市野々小学校（同上）[45]
- 一関市立山谷小学校（2005年厳美小へ統合）[45]

大東町（2005年廃止）
- 大東町立丑石小学校市之通分校（1966年閉校）[7]
- 大東町立曽慶小学校上曽慶分校（1970年閉校）[7]
- 大東町立猿沢小学校峠分校（1971年閉校）[45]
- 大東町立内野小学校当摩冬季分校（1971年閉校）[48]

川崎村（2005年廃止）
- 川崎村立薄衣小学校柳沢分校（1967年閉校）[45]
- 川崎村立薄衣小学校南分校（1976年閉校）[45]

東山町（2005年廃止）
- 東山町立田河津小学校夏山分校（1968年閉校）[45]
- 東山町立田河津小学校紙生里分校（1968年閉校）[45]
- 東山町立長坂小学校大木分校（1968年閉校）[7]

千厩町（2005年廃止）
- 千厩町立奥玉小学校下分校（1970年閉校）[7]
- 千厩町立奥玉小学校上分校（1979年閉校）[7]
- 千厩町立小梨小学校〈旧〉（1987年新制の一関市立小梨小学校〈当時：千厩町立〉へ統合）[45]
- 千厩町立南小梨小学校（同上）[45]

花泉町（2005年廃止）
- 花泉町立花泉小学校奈良坂分校（1968年閉校）[45]
- 花泉町立金沢小学校〈旧〉（1982年新制の一関市立金沢小学校〈当時：花泉町立〉へ統合）[45]
- 花泉町立刈生沢小学校（同上）[45]
- 花泉町立涌津小学校〈旧〉（1983年新制の一関市立涌津小学校〈当時：花泉町立〉へ統合）[45]
- 花泉町立亥年小学校（同上）[45]
- 花泉町立永井小学校〈旧〉（1985年新制の一関市立永井小学校〈当時：花泉町立〉へ統合）[45]
- 花泉町立高倉小学校（同上）[45]
- 花泉町立油島小学校〈旧〉（1992年新制の一関市立油島小学校〈当時：花泉町立〉へ統合）[45]
- 花泉町立蝦島小学校（同上）[45]

藤沢町（2011年廃止）
- 藤沢町立黄海小学校中山分校（1968年閉校）[45]
- 藤沢町立黄海小学校深萱分校（1973年藤沢小〈旧〉へ統合）[45]
- 藤沢町立藤沢小学校西口分校（同上）[45]
- 藤沢町立藤沢小学校本郷分校（同上）[45]
- 藤沢町立曲田小学校（1973年一関市立黄海小学校〈当時：藤沢町立〉へ統合）[45]
- 藤沢町立藤沢小学校〈旧〉（2009年新制の藤沢小〈当時：藤沢町立〉へ統合）[45]
- 藤沢町立徳田小学校（同上）[45]
- 藤沢町立保呂羽小学校（同上）[45]
- 藤沢町立大籠小学校（同上）[45]

### 花巻市
- 花巻市立外川目小学校（2009年花巻市立大迫小学校へ統合）[49]
- 花巻市立土沢小学校（2011年新設の花巻市立東和小学校へ統合）[7]
- 花巻市立成島小学校（同上）[7]
- 花巻市立浮田小学校（同上）[7]
- 花巻市立谷内小学校（同上）[7]
- 花巻市立田瀬小学校（同上）[7]
- 花巻市立小山田小学校（同上）[7]
- 花巻市立前田小学校（2012年花巻市立湯口小学校へ統合）[50]
- 花巻市立内川目小学校（2021年大迫小へ統合）[7]
- 花巻市立亀ケ森小学校（同上）[7]
- 花巻市立笹間第二小学校（2023年花巻市立笹間第一小学校へ統合）[7]

花巻市〈旧〉（2006年廃止）
- 花巻市立上中小学校（1966年花巻市立若葉小学校新設により閉校）[50]
- 花巻市立豊沢小学校（1966年12月31日閉校）[51]
- 花巻市立宝閑小学校（1968年湯口小へ統合）[50]
- 花巻市立湯本小学校北湯口分校（1968年閉校）[52]
- 花巻市立湯本小学校椚ノ目分校（1968年閉校）[52]
- 花巻市立山口小学校（1968年花巻市立太田小学校へ統合）[50]
- 花巻市立矢沢小学校〈旧〉（1972年新制の花巻市立矢沢小学校へ統合）[50]
- 花巻市立矢沢第二小学校（同上）[50]
- 花巻市立島小学校（同上）[50]
- 花巻市立若葉小学校ぎんどろ分校（2003年閉校）[50]

東和町（2006年廃止）
- 東和町立安俵小学校（1958年新設の花巻市立成島小学校〈当時：東和町立〉へ統合）[53]
- 東和町立安俵小学校北成島分校（同上）[53]
- 東和町立安俵小学校南成島分校（同上）[53]
- 東和町立小山田小学校〈旧〉（1967年新制の花巻市立小山田小学校〈当時：東和町立〉へ統合）[54]
- 東和町立小山田西小学校（軽井沢小から改称、1967年同上）[54]
- 東和町立立石小学校（1968年花巻市立土沢小学校へ統合）[53]
- 東和町立東晴山小学校平山分校（同上）[53]
- 東和町立中内小学校（1970年花巻市立浮田小学校へ統合）[53]
- 東和町立倉沢小学校（同上）[53]
- 東和町立谷内小学校〈旧〉（1972年新制の花巻市立谷内小学校〈当時：東和町立〉へ統合）[54]
- 東和町立東晴山小学校（同上、1972年谷内小東晴山校舎へ移行、1973年完全統合）[55]
- 東和町立田瀬小学校〈旧〉（1976年新制の花巻市立田瀬小学校〈当時：東和町立〉へ統合）[56]
- 東和町立大野小学校（田瀬小田瀬分校から独立、1976年新制の田瀬小へ統合）[56]
- 東和町立大野小学校砥森冬季分校（1976年閉校）[57]

石鳥谷町（2006年廃止）
- 石鳥谷町立大瀬川小学校畑分校（1969年閉校）[7]
- 石鳥谷町立山屋小学校（1973年花巻市立八重畑小学校〈当時：石鳥谷町立〉へ統合）[7]
- 石鳥谷町立石鳥谷小学校〈旧〉（1980年新制の花巻市立石鳥谷小学校〈当時：石鳥谷町立〉へ統合）[50]
- 石鳥谷町立大瀬川小学校（同上）[50]
- 石鳥谷町立八日市小学校（同上）[50]

大迫町（2006年廃止）
- 大迫町立内川目小学校〈旧〉（1979年新制の花巻市立内川目小学校〈当時：大迫町立〉へ統合）[58]
- 大迫町立大又小学校（同上）[58]
- 大迫町立折壁小学校（同上）[58]
- 大迫町立中乙小学校（同上）[58]
- 大迫町立外川目小学校〈旧〉（1982年新制の花巻市立外川目小学校〈当時：大迫町立〉へ統合）[59]
- 大迫町立旭ノ又小学校（同上）[59]
- 大迫町立沢崎小学校（同上）[59]

### 北上市
- 北上市立横川目小学校（1992年新設の北上市立和賀西小学校へ統合）[60]
- 北上市立岩沢小学校（同上）[60]
- 北上市立仙人小学校（同上）[60]
- 北上市立山口小学校（同上）[60]
- 北上市立藤根小学校（2001年新設の北上市立和賀東小学校へ統合）[7]
- 北上市立和賀小学校（同上）[7]
- 北上市立岩崎小学校（2008年新設の北上市立いわさき小学校へ統合）[60]
- 北上市立岩崎新田小学校（同上）[60]
- 北上市立煤孫小学校（同上）[60]
- 北上市立成田小学校（2012年北上市立飯豊小学校と花巻市立南城小学校へ分割統合）[61]
- 北上市立立花小学校（2023年新設の北上市立東桜小学校へ統合）[7]
- 北上市立黒岩小学校（同上）[7]
- 北上市立口内小学校（同上）[7]
- 北上市立照岡小学校（同上）[7]

北上市〈旧〉（1991年廃止）
- 北上市立三照小学校（1955年新設の北上市立照岡小学校へ統合）[60]
- 北上市立下門岡小学校（同上）[60]
- 北上市立口内小学校仁田分校（1957年閉校）[62]
- 北上市立口内小学校下口内分校（同上）[62]
- 北上市立口内小学校枛木田分校（同上）[62]
- 北上市立黒沢尻小学校（1960年北上市立黒沢尻東小学校と北上市立黒沢尻西小学校へ分割）[60]
- 北上市立黒岩小学校平沢分校（1964年閉校）[62]
- 北上市立照岡小学校内門岡分校（1971年閉校）[7]
- 北上市立更木小学校臥牛分校（1973年閉校）[62]
- 北上市立相去小学校（1976年新設の北上市立南小学校へ統合）[60]
- 北上市立相去第二小学校（同上）[60]
- 北上市立鬼柳小学校〈旧〉（1976年新設の南小へ統合、1988年再独立）[60]

和賀町（1991年廃止）
- 和賀町立横川目小学校竪川目分校（1957年新設の北上市立笠松小学校〈当時：和賀町立〉へ統合）[60]
- 和賀町立横川目小学校芦谷地分校（同上）[60]
- 和賀町立横川目小学校津村田分校（同上）[60]
- 和賀町立岩崎新田小学校入畑冬季分校（1961年閉校）[57]
- 和賀町立藤根小学校後藤分校（1963年閉校）[63][64]
- 和賀町立岩崎新田小学校本畑冬季分校（1966年閉校）[57]
- 和賀町立藤根小学校西野冬季分校（1967年閉校）[65]

江釣子村（1991年廃止）
- 江釣子村立江釣子第一小学校（1950年11月1日江釣子第一小から改称[66]、1975年新設の北上市立江釣子小学校〈当時：江釣子村立〉へ統合[60]）
- 江釣子村立江釣子第二小学校（1950年11月1日滑田小から改称[66]、1975年新設の江釣子小へ統合[60]）

### 遠野市
- 遠野市立大出小学校（1965年東禅寺小小出分校冬季分室から独立[67]、2007年遠野市立附馬牛小学校へ統合）[68]

遠野市〈旧〉（2005年廃止）
- 遠野市立上郷小学校来内分校（1963年閉校）[7]
- 遠野市立上郷小学校佐比内分校（同上）[7]
- 遠野市立上郷小学校細越分校（同上）[7]
- 遠野市立青笹小学校〈旧〉（1966年新制の遠野市立青笹小学校へ統合）[69]
- 遠野市立青笹小学校中沢分校（同上）[69]
- 遠野市立土淵小学校飯豊分校（同上）[69]
- 遠野市立遠野東小学校（1969年遠野市立遠野小学校へ統合）[70]
- 遠野市立遠野北小学校遠野校舎（1971年遠野小から分離[70]、1973年遠野市立遠野北小学校として完全統合）[71]
- 遠野市立駒木小学校（1971年遠野北小駒木校舎へ移行、1973年完全統合）[71]
- 遠野市立松崎小学校（1971年遠野北小松崎校舎へ移行、1973年完全統合）[71]
- 遠野市立土淵第二小学校琴畑分校（1973年閉校）[7]
- 遠野市立附馬牛小学校〈旧〉（1976年新制の附馬牛小へ統合）[72]
- 遠野市立東禅寺小学校（同上）[72]
- 遠野市立東禅寺小学校小出分校（同上）[72]
- 遠野市立土淵小学校山口分校（1978年閉校）[73]
- 遠野市立小友小学校〈旧〉（1983年新制の遠野市立小友小学校へ統合）[74]
- 遠野市立鮎貝小学校（同上）[74]
- 遠野市立長野小学校（同上）[74]
- 遠野市立鷹鳥屋小学校（同上）[74]
- 遠野市立土淵第二小学校（1984年遠野市立土淵小学校へ統合）[73]

宮守村（2005年廃止）
- 宮守村立鱒沢小学校〈初代〉（1971年新制の遠野市立鱒沢小学校〈2代目、当時：宮守村立〉へ統合）[75]
- 宮守村立上鱒沢小学校（同上）[75]
- 宮守村立宮守小学校〈旧〉（1977年新制の遠野市立宮守小学校〈当時：宮守村立〉へ統合）[76]
- 宮守村立塚沢小学校（同上）[76]
- 宮守村立上宮守小学校（同上）[76]
- 宮守村立鹿込小学校（同上）[76]
- 宮守村立鱒沢小学校〈2代目〉（1977年新制の鱒沢小〈3代目〉へ統合）[75]
- 宮守村立迷岡小学校（同上）[75]
- 宮守村立達曽部小学校〈旧〉（1978年新制の遠野市立達曽部小学校〈当時：宮守村立〉へ統合）[77]
- 宮守村立中斉小学校（同上）[77]

### 和賀郡

#### 西和賀町
- 西和賀町立湯本小学校（2011年新設の西和賀町立湯田小学校へ統合）[7]
- 西和賀町立川尻小学校（同上）[7]
- 西和賀町立越中畑小学校（同上）[7]
- 西和賀町立沢内第一小学校（2011年新設の西和賀町立沢内小学校へ統合）[7]
- 西和賀町立猿橋小学校（同上）[7]
- 西和賀町立川舟小学校（同上）[7]
- 西和賀町立貝沢小学校（同上）[7]

湯田町（2005年廃止）
- 湯田町立草井沢小学校卯根倉分校（1960年閉校）[78]
- 湯田町立杉名畑小学校（1962年閉校）[79]
- 湯田町立元山小学校（草井沢小元山分校から独立、1961年閉校[78]）
- 湯田町立湯本小学校赤石分校（1972年10月31日閉校）[80]
- 湯田町立鷲之巣小学校（1956年草井沢小鷲之巣分校から独立[79]、1966年草井沢小鷲之巣分校へ移行[81]、1970年西和賀町立川尻小学校〈当時：湯田町立〉へ統合）
- 湯田町立湯川小学校（1971年川尻小へ統合）[79]
- 湯田町立草井沢小学校（1972年同上）[79]
- 湯田町立鷲合森小学校（草井沢小鷲合森分校から独立[82]、1972年9月30日閉校[80]）
- 湯田町立越中畑小学校柳沢分校（1950年8月柳沢小から改称、1983年川尻小へ統合）[79]
- 湯田町立左草小学校（2001年西和賀町立湯本小学校〈当時：湯田町立〉へ統合）[83]
- 湯田町立左草小学校下前分校（同上）[83]

沢内村（2005年廃止）
- 沢内村立太田小学校（1962年新設の西和賀町立沢内第一小学校〈当時：沢内村立〉へ統合）[7]
- 沢内村立新町小学校（同上）[7]
- 沢内村立若畑小学校高畑冬季分校（1965年閉校）[57]
- 沢内村立若畑小学校（1954年川舟小若畑分教場から独立[84]、1969年西和賀町立川舟小学校と西和賀町貝沢小学校〈当時：沢内村立〉へ分割統合[85]）
- 沢内村立長瀬野小学校（1971年西和賀町立猿橋小学校〈当時：沢内村立〉へ統合）[86]

### 胆沢郡

#### 金ケ崎町
- 金ケ崎町立北方小学校（1965年新設の金ケ崎町立第一小学校へ統合）[87]
- 金ケ崎町立六原小学校（同上）[87]
- 金ケ崎町立二ツ森小学校鉢森分校（1960年北方小鉢森分校から改称[88]、1965年5月31日閉校[81]）
- 金ケ崎町立永徳寺小学校（1967年新設の金ケ崎町立永岡小学校へ統合）[89]
- 金ケ崎町立永沢小学校（同上）[89]
- 金ケ崎町立細野小学校（同上）[89]
- 金ケ崎町立百岡小学校（同上）[89]
- 金ケ崎町立川目小学校（1976年金ケ崎町立南方小学校の一部および和光分校と統合し金ケ崎町立西小学校へ）[90]
- 金ケ崎町立川目小学校和光分校（同上）[90]
- 金ケ崎町立金ケ崎小学校〈旧〉（1980年新制の金ケ崎町立金ケ崎小学校へ統合）[91]
- 金ケ崎町立南方小学校（同上）[91]
- 金ケ崎町立第一小学校千貫石分校（1986年西小へ統合）[87]
- 金ケ崎町立二ツ森小学校（2006年第一小へ統合）[87]

### 西磐井郡

#### 平泉町
- 平泉町立平泉小学校佐野分校（1962年閉校）[92]
- 平泉町立平泉小学校達谷分校（1964年7月31日閉校）[44]
- 平泉町立戸河内小学校（1970年平泉町立平泉小学校へ統合）[7]
- 平泉町立長部小学校（1977年新設の平泉町立長島小学校へ統合）[7]
- 平泉町立小島小学校（同上）[7]

## 沿岸広域振興局

### 釜石市
- 釜石市立橋野小学校和山分校（1971年閉校）[7]
- 釜石市立大橋小学校（釜石鉱山小学校から改称、1973年釜石市立大松小学校へ統合）[7]
- 釜石市立鵜住居小学校室浜分校（1974年閉校）[93]
- 釜石市立鵜住居小学校両石分校（1974年閉校）[93]
- 釜石市立小佐野小学校五葉学園分校（1974年閉校）[2]
- 釜石市立甲子小学校鍋倉分校（1961年釜石市立唐丹小学校から移管、1976年閉校）[94]
- 釜石市立橋野小学校青ノ木分校（1977年閉校）[95]
- 釜石市立橋野小学校中村分校（1977年閉校）[95]
- 釜石市立橋野小学校横内分校（1977年閉校）[95]
- 釜石市立鵜住居小学校外山分校（1981年閉校）[93]
- 釜石市立唐丹小学校荒川分校（1982年閉校）[96]
- 釜石市立大石小学校（2001年唐丹小へ統合）[97]
- 釜石市立中妻小学校（2002年新設の釜石市立双葉小学校へ統合）[98]
- 釜石市立八雲小学校（同上）[98]
- 釜石市立釜石小学校〈旧〉（2003年新制の釜石市立釜石小学校へ統合）[99]
- 釜石市立大渡小学校（同上）[99]
- 釜石市立小佐野小学校〈旧〉（2005年新制の釜石市立小佐野小学校へ統合）[100]
- 釜石市立小川小学校（同上）[100]
- 釜石市立大松小学校（2007年釜石市立甲子小学校へ統合）[94]
- 釜石市立箱崎小学校（2007年釜石市立鵜住居小学校へ統合）[93]
- 釜石市立白浜小学校（2010年鵜住居小へ統合）[93]
- 釜石市立橋野小学校（2010年釜石市立栗林小学校へ統合）[101]

### 宮古市
- 宮古市立愛宕小学校（2012年宮古市立宮古小学校および宮古市立鍬ケ崎小学校へ分割統合）[7]
- 宮古市立鵜磯小学校（2014年宮古市立重茂小学校へ統合）[102]
- 宮古市立千鶏小学校（同上）[102]
- 宮古市立川井西小学校（2015年宮古市立川井小学校へ統合）[103]
- 宮古市立江繋小学校（同上）[103]
- 宮古市立小国小学校（同上）[103]
- 宮古市立茂市小学校（2016年新設の宮古市立新里小学校へ統合）[7]
- 宮古市立蟇目小学校（同上）[7]
- 宮古市立刈屋小学校（同上）[7]
- 宮古市立和井内小学校（同上）[7]
- 宮古市立門馬小学校（2017年川井小へ統合）[7]
- 宮古市立田老第三小学校（2019年宮古市立田老第一小学校へ統合）[7]
- 宮古市立藤原小学校（2020年宮古市立磯鶏小学校へ統合）[7]
- 宮古市立亀岳小学校（2021年宮古市立山口小学校へ統合）[7]
- 宮古市立赤前小学校（2022年宮古市立津軽石小学校へ統合）[7]

宮古市〈旧〉（2005年廃止）
- 宮古市立亀岳小学校落合分校（1966年閉校）[7]
- 宮古市立花輪小学校牛伏分校（1970年宮古市立千徳小学校〈旧〉へ統合）[7]
- 宮古市立崎山小学校はまゆり分校（1979年宮古市立はまゆり養護学校〈現：岩手県立宮古恵風支援学校〉新設により閉校）[104]
- 宮古市立花輪小学校老木分校（1983年閉校）[7]
- 宮古市立千徳小学校〈旧〉（1984年新制の千徳小へ統合）[105]
- 宮古市立近内小学校（同上）[105]
- 宮古市立千鶏小学校川代分校（1985年閉校）[7]
- 宮古市立花輪小学校北川目分校（1988年閉校）[7]
- 宮古市立亀岳小学校佐羽根分校（1991年閉校）[7]
- 宮古市立崎山小学校箱石分校（1995年閉校）[7]
- 宮古市立花輪小学校南川目分校（2000年閉校）[7]
- 宮古市立愛宕小学校白浜分校（1968年宮古市立白浜小学校から移行、2001年宮古市立赤前小学校へ統合）[106]

川井村（2010年廃止）
- 川井村立川井小学校古田分校（1969年閉校）[85]
- 川井村立箱石小学校岩田分校（1969年閉校）[85]
- 川井村立小国小学校大仁田分校（1970年閉校）[103]
- 川井村立江繋小学校尻石分校（1970年閉校）[103]
- 川井村立門馬小学校門馬分校（1970年閉校）[107]
- 川井村立江繋小学校桐内分校（1970年川井小へ統合）[7]
- 川井村立川井小学校繋分校（1970年川井小へ統合）[7]
- 川井村立小国小学校新田分校（1971年閉校）[103]
- 川井村立門馬小学校区界分校（1971年閉校）[7]
- 川井村立川内小学校夏屋分校（1971年閉校）[7]
- 川井村立川内小学校平津戸分校（1971年閉校）[7]
- 川井村立箱石小学校横沢分校（1971年閉校）[7]
- 川井村立川内小学校（1985年新設の宮古市立川井西小学校〈当時：川井村立〉へ統合）[103]
- 川井村立箱石小学校（同上）[103]

田老町（2005年廃止）
- 田老町立田老第二小学校（1972年閉校）[108]
- 田老町立田老第一小学校小田代分校（1985年閉校）[7]
- 田老町立田老第一小学校末前分校（1987年閉校）[7]
- 田老町立田老第三小学校畑分校（1987年閉校）[7]
- 田老町立田老第一小学校樫内分校（1988年閉校）[7]
- 田老町立田老第三小学校水沢分校（1988年閉校）[7]
- 田老町立田老第一小学校青の滝分校（1989年閉校）[7]
- 田老町立田老第一小学校小堀内分校（2004年閉校）[109]

新里村（2005年廃止）
- 新里村立和井内小学校安庭分校（1957年閉校）[110]
- 新里村立腹帯小学校（1971年宮古市立茂市小学校〈当時：新里村立〉へ統合）[7]

### 大船渡市
- 大船渡市立蛸ノ浦小学校合足分校（1969年閉校）[85]
- 大船渡市立砂小浜小学校（1972年綾里小砂小浜校舎に移行、1973年大船渡市立綾里小学校へ完全統合）[111]
- 大船渡市立崎浜小学校（2012年大船渡市立越喜来小学校へ統合）[112]
- 大船渡市立甫嶺小学校（同上）[112]
- 大船渡市立赤崎小学校〈旧〉（2017年新制の大船渡市立赤崎小学校へ統合[注釈 1]）[113]
- 大船渡市立蛸ノ浦小学校（同上）[113]

三陸町（1967年町制施行、2001年廃止）
- 三陸村立吉浜小学校大窪分校（1962年10月31日閉校）[114]
- 三陸町立吉浜小学校千歳分校（1967年閉校）[115]

### 陸前高田市
- 陸前高田市立矢作小学校黒山分校（1975年閉校）[7]
- 陸前高田市立下矢作小学校雪沢分校（1980年閉校）[7]
- 陸前高田市立矢作小学校〈旧〉（2011年新制の陸前高田市立矢作小学校へ統合）[7]
- 陸前高田市立下矢作小学校（同上）[7]
- 陸前高田市立生出小学校（同上）[7]
- 陸前高田市立気仙小学校〈旧〉（2013年新制の陸前高田市立気仙小学校へ統合）[7]
- 陸前高田市立長部小学校（同上）[7]

### 気仙郡

#### 住田町
- 住田町立上有住小学校根岸分校（1961年閉校）[116]
- 住田町立川口小学校（1964年住田町立世田米小学校へ統合）[117]
- 住田町立上有住小学校新田山分校（1969年閉校）[118]
- 住田町立下有住小学校火の土分校（1969年閉校）[118]
- 住田町立下有住小学校新切分校（1969年閉校）[118]
- 住田町立大股小学校姥石分校（1971年閉校）[7]
- 住田町立上有住小学校鳴木分校（1975年閉校）[118]
- 住田町立大股小学校（2002年世田米小へ統合）[117]
- 住田町立五葉小学校（1950年上有住小中埣分教場から独立、2002年住田町立上有住小学校へ統合）[118]
- 住田町立上有住小学校（2008年新設の住田町立有住小学校へ統合）[119]
- 住田町立下有住小学校（同上）[119]

### 上閉伊郡

#### 大槌町
- 大槌町立金沢小学校中山分校（1970年閉校）[7]
- 大槌町立金沢小学校長井分校（1974年小槌小長井分校から改称[2]、1980年閉校[7]）
- 大槌町立大槌小学校渋梨分校（1984年大槌町立大槌北小学校へ統合）[7]
- 大槌町立吉里吉里小学校浪板分校（1994年閉校）[7]
- 大槌町立金沢小学校（2009年大槌北小へ統合）[120][7]
- 大槌町立小鎚小学校（2010年大槌町立大槌小学校〈初代〉へ統合）[7]
- 大槌町立大槌小学校〈初代〉（2013年新制の大槌小〈2代目〉へ統合）[7]
- 大槌町立大槌北小学校（同上）[7]
- 大槌町立安渡小学校（同上）[7]
- 大槌町立赤浜小学校（同上）[7]
- 大槌町立大槌小学校〈2代目〉（2016年大槌町立大槌中学校と共に大槌町立大槌学園へ統合）[7]

### 下閉伊郡

#### 岩泉町
- 岩泉町立釜津田小学校種倉分校（1965年新設の岩泉町立釜津田小学校砂子分校へ統合）[121]
- 岩泉町立大川小学校外山分校（同上）[121]
- 岩泉町立国見小学校見内川分校（1965年閉校）[44]
- 岩泉町立釜津田小学校櫃取分校（1970年閉校）[121]
- 岩泉町立浅内小学校木原分校（1964年有芸小木原分校から改称[25]、1971年岩泉町立岩泉小学校木原校舎に移行[122]、1973年完全統合[121]）
- 岩泉町立岩泉小学校沢中分校（1971年岩泉小沢中校舎に移行[122]、1973年完全統合[121]）
- 岩泉町立岩泉小学校本田分校（1971年岩泉小本田校舎に移行[122]、1973年完全統合[121]）
- 岩手県立安家小学校折壁冬季分校[123]（1972年閉校[124]）
- 岩泉町立釜津田小学校滝の上分校（1972年閉校）[121]
- 岩泉町立有芸小学校黒沢分校（1975年閉校）[125]
- 岩泉町立有芸小学校下有芸分校（1978年閉校）[125]
- 岩泉町立安家小学校江川分校（1979年閉校）[125]
- 岩泉町立小川小学校田山分校（1979年閉校）[125]
- 岩泉町立安家小学校高須賀分校（1981年閉校）[125]
- 岩泉町立大川小学校宇津野分校（1982年閉校）[125]
- 岩泉町立小本小学校小成分校（1985年閉校）[125]
- 岩泉町立釜津田小学校砂子分校（1986年閉校）[125]
- 岩泉町立岩泉小学校乙茂分校（1988年閉校）[125]
- 岩泉町立安家小学校松ヶ沢分校（1990年閉校）[125]
- 岩泉町立大平小学校坂本分校（1991年閉校）[125]
- 岩泉町立二升石小学校松橋分校（1992年閉校）[125]
- 岩泉町立有芸小学校栃ノ木分校（1993年閉校）[125]
- 岩泉町立有芸小学校肘葛分校（1993年閉校）[125]
- 岩泉町立権現小学校（1994年岩泉町立門小学校へ統合）[125]
- 岩泉町立中里小学校中島分校（1995年岩泉町立小本小学校へ統合）[125]
- 岩泉町立岩泉小学校月出分校（1996年閉校）[125]
- 岩泉町立門小学校三田貝分校（1999年閉校）[125]
- 岩泉町立猿沢小学校（1999年岩泉小へ統合）[125]
- 岩泉町立安家小学校川口分校（2002年閉校）[125]
- 岩泉町立中里小学校（2003年小本小へ統合）[125]
- 岩泉町立岩泉小学校鼠入分校（1964年有芸小鼠入分校から改称[25]、2005年閉校[125]）
- 岩泉町立大平小学校（1963年安家小学校大平分校から昇格[114]、2008年岩泉町立安家小学校へ統合[125]）
- 岩泉町立小本小学校大牛内分校（2016年閉校）[7]
- 岩泉町立中沢小学校（2017年門小へ統合）[7]
- 岩泉町立国見小学校（同上）[7]
- 岩泉町立二升石小学校（2019年岩泉小へ統合）[7]
- 岩泉町立浅内小学校（同上）[7]
- 岩泉町立小川小学校〈旧〉（2020年新制の岩泉町立小川小学校へ統合）[7]
- 岩泉町立門小学校（同上）[7]
- 岩泉町立大川小学校（2022年岩泉小へ統合）[7]
- 岩泉町立安家小学校（2023年岩泉小へ統合）[7]
- 岩泉町立釜津田小学校（2025年岩泉小へ統合）[7]

#### 田野畑村
- 田野畑村立羅賀小学校池名分校（1987年田野畑村立机小学校へ統合）[126]
- 田野畑村立田野畑小学校七滝分校（1988年閉校）[126]
- 田野畑村立浜岩泉小学校猿山分校（2002年閉校）[126]
- 田野畑村立田野畑小学校〈旧〉（2010年新制の田野畑村立田野畑小学校へ統合）[7]
- 田野畑村立沼袋小学校（同上）[7]
- 田野畑村立羅賀小学校（同上）[7]
- 田野畑村立机小学校（同上）[7]
- 田野畑村立浜岩泉小学校（同上）[7]
- 田野畑村立島越小学校（同上）[7]

#### 普代村
- 普代村立鳥茂渡小学校（2007年普代村立普代小学校へ統合）[127]
- 普代村立黒崎小学校（2010年普代小へ統合）[127]
- 普代村立堀内小学校（同上）[127]

#### 山田町
- 山田町立山田小学校関口分校（1970年閉校）[7]
- 山田町立山田小学校〈初代〉（1982年山田町立山田北小学校と山田町立山田南小学校へ分割）[128]
- 山田町立織笠小学校轟木分校（1983年新設の山田町立轟木小学校へ統合）[128]
- 山田町立織笠小学校外山分校（同上）[128]
- 山田町立山田南小学校（2020年新設の山田町立山田小学校〈2代目〉へ統合）[7]
- 山田町立大沢小学校（同上）[7]
- 山田町立山田北小学校（同上）[7]
- 山田町立織笠小学校（同上）[7]
- 山田町立轟木小学校（同上）[7]
- 山田町立大浦小学校（同上）[7]
- 山田町立荒川小学校（2020年山田町立豊間根小学校へ統合）[7]
- 山田町立船越小学校（2024年山田小へ統合）[129]

## 県北広域振興局

### 久慈市
- 久慈市立麦生小学校（2009年久慈市立平山小学校と久慈市立侍浜小学校へ分割統合）[130]
- 久慈市立枝成沢小学校（2010年久慈市立久慈小学校へ統合）[130]
- 久慈市立日野沢小学校（2011年久慈市立山形小学校へ統合）[130]
- 久慈市立繋小学校（同上）[130]
- 久慈市立戸呂町小学校（2012年山形小へ統合）[130]
- 久慈市立荷軽部小学校（同上）[130]
- 久慈市立侍浜小学校角柄分校（2013年閉校）[130]
- 久慈市立山根小学校（2014年久慈市立小久慈小学校へ統合）[130]
- 久慈市立小国小学校（2018年山形小へ統合）[7]
- 久慈市立霜畑小学校（2021年山形小へ統合）[7]

久慈市〈旧〉（2006年廃止）
- 久慈市立久慈小学校畑田分校（1968年閉校）[130]
- 久慈市立山根小学校上戸鎖分校（1970年6月30日閉校）[130]
- 久慈市立長久保小学校（1970年10月1日久慈小へ統合）[130]
- 久慈市立木売内小学校（1971年久慈市立山根小学校へ統合）[130]
- 久慈市立端神小学校（同上）[130]
- 久慈市立細野小学校（同上）[130]
- 久慈市立深田小学校小田瀬分校（同上）[130]
- 久慈市立長内小学校〈旧〉（1972年新制の久慈市立長内小学校へ統合）[131]
- 久慈市立浜埜小学校（1972年統合により長内小浜埜校舎へ移行[131]、1973年12月27日完全統合[130]）
- 久慈市立宇部小学校小倉分校（1973年6月1日統合、1975年1月1日完全統合）[130]
- 久慈市立深田小学校（1981年山根小へ統合）[130]
- 久慈市立根井小学校（1985年久慈市立大川目小学校へ統合）[130]
- 久慈市立川代小学校（1991年久慈市立夏井小学校へ統合）[130]

大川目村（1954年廃止）
- 大川目村立大川目小学校〈旧〉（1954年10月16日新制の大川目小へ統合）[132]
- 大川目村立山口小学校（同上）[132]

### 二戸市
- 二戸市立下斗米小学校（2009年二戸市立中央小学校へ統合）[133]

二戸市〈旧〉（2006年廃止）
- 二戸市立長川小学校（1975年二戸市立金田一小学校へ統合）[134]
- 二戸市立米沢小学校（1982年二戸市立福岡小学校の一部との統合により中央小へ）[133]
- 二戸市立白鳥小学校（1983年福岡小へ統合）[135]
- 二戸市立御返地小学校山田分校（1991年閉校）[136]
- 二戸市立仁左平小学校大萩野分校（1991年休校、1998年閉校）[7]
- 二戸市立坂本小学校（1992年福岡小へ統合）[135]
- 二戸市立野々上小学校（1993年金田一小へ統合）[134]
- 二戸市立海上小学校（1995年金田一小へ統合）[134]
- 二戸市立釜沢小学校（同上）[134]
- 二戸市立舌崎小学校（同上）[134]
- 二戸市立上斗米小学校（1998年新設の二戸市立二戸西小学校へ統合）[137]
- 二戸市立川代小学校（同上）[137]
- 二戸市立玉木小学校（同上）[137]
- 二戸市立根森小学校（同上）[137]

浄法寺町（2006年廃止）
- 浄法寺町立川又小学校下沢分校（1975年閉校）[7]
- 浄法寺町立浄法寺小学校〈旧〉（2005年新制の二戸市立浄法寺小学校〈当時：浄法寺町立〉へ統合）[138]
- 浄法寺町立太田小学校（同上）[138]
- 浄法寺町立大嶺小学校（同上）[138]
- 浄法寺町立岡本小学校（同上）[138]
- 浄法寺町立川又小学校（同上）[138]
- 浄法寺町立浄法寺小学校梅田川分校（同上）[138]

福岡町（1972年廃止）
- 福岡町立石切所小学校上里分校（1960年閉校）[139]
- 福岡町立石切所小学校村松分校（1960年閉校）[139]
- 福岡町立堀野小学校（1964年福岡小へ統合）[7]
- 福岡町立御返地小学校福田分校（1967年閉校）[51]
- 福岡町立足沢小学校（1971年二戸市立御返地小学校〈当時：福岡町立〉へ統合し足沢分校に移行、1991年閉校）[136]
- 福岡町立似鳥小学校（1972年御返地小へ統合）[136]
- 福岡町立根森小学校小端分校[140]（1972年閉校）[7]

### 九戸郡

#### 軽米町
- 軽米町立大清水小学校（1959年軽米町立山内小学校へ統合）[141]
- 軽米町立上館小学校（1964年軽米町立軽米小学校へ統合）[142]
- 軽米町立晴山小学校〈初代〉（1969年新設の軽米町立晴高小学校へ統合）[141]
- 軽米町立高家小学校（同上）[141]
- 軽米町立野場小学校（1970年軽米町立観音林小学校へ統合）[141]
- 軽米町立小軽米小学校百目金分校（1981年閉校）[7]
- 軽米町立小軽米小学校〈旧〉（1998年新制の軽米町立小軽米小学校へ統合）[137]
- 軽米町立増子内小学校（同上）[137]
- 軽米町立長倉小学校（2002年軽米小へ統合）[142]
- 軽米町立米田小学校（2007年小軽米小へ統合）[143]
- 軽米町立小玉川小学校（2008年小軽米小へ統合）[144]
- 軽米町立山内小学校（2010年新設の軽米町立晴山小学校〈2代目〉へ統合）[7]
- 軽米町立観音林小学校（同上）[7]
- 軽米町立晴高小学校（2010年軽米小と晴山小へ分割統合）[7]
- 軽米町立円子小学校（2011年軽米小へ統合）[142]
- 軽米町立笹渡小学校（2014年小軽米小へ統合）[145]

#### 九戸村
- 九戸村立江刺家小学校細屋分校（1990年閉校）[146]
- 九戸村立宇堂口小学校（2008年九戸村立戸田小学校へ統合）[146]
- 九戸村立戸田小学校（2025年新設の九戸村立九戸小学校へ統合）[7]
- 九戸村立山根小学校（同上）[7]
- 九戸村立伊保内小学校（同上）[7]
- 九戸村立長興寺小学校（同上）[7]
- 九戸村立江刺家小学校（同上）[7]

#### 野田村
- 野田村立玉川小学校（1970年野田村立野田小学校へ統合）[7]
- 野田村立横合小学校（1973年野田小へ統合）[7]

#### 洋野町
- 洋野町立大和小学校（2007年洋野町立種市小学校へ統合）[147]
- 洋野町立小子内小学校（2007年洋野町立宿戸小学校へ統合）[147]
- 洋野町立平内小学校（2011年種市小へ統合）[148]
- 洋野町立城内小学校（2014年種市小へ統合）[148]
- 洋野町立向田小学校（2023年洋野町立大野小学校へ統合）[7]

種市町（2006年廃止）
- 種市町立中野小学校棚場分校（1992年閉校）[7]

大野村（2006年廃止）
- 大野村立水沢小学校（2004年洋野町立帯島小学校〈当時：大野村立〉へ統合）[149]

### 二戸郡

#### 一戸町
- 一戸町立岩舘小学校（1968年新設の一戸町立一戸南小学校へ統合）[150]
- 一戸町立西法寺小学校（同上）[150]
- 一戸町立平糠小学校落合分校（1972年閉校）[151]
- 一戸町立奥中山小学校袖ヶ沢分校（1973年閉校）[152]
- 一戸町立女鹿小学校（1980年一戸南小へ統合）[150]
- 一戸町立根反小学校（1982年一戸南小へ統合）[150]
- 一戸町立上小友小学校（1988年一戸町立小友小学校へ統合）[7]
- 一戸町立鳥海小学校〈旧〉（1992年新制の一戸町立鳥海小学校へ統合）[153]
- 一戸町立出ル町小学校（同上）[153]
- 一戸町立小友小学校（同上）[153]
- 一戸町立中里小学校（同上）[153]
- 一戸町立楢山小学校（1994年一戸町立一戸小学校へ統合）[153]
- 一戸町立来田小学校（同上）[153]
- 一戸町立奥中山小学校中山分校（1995年閉校）[153]
- 一戸町立面岸小学校（1995年一戸町立小鳥谷小学校へ統合）[154]
- 一戸町立姉帯小学校（2000年小鳥谷小へ統合）[154]
- 一戸町立小繋小学校田中分校（同上）[154]
- 一戸町立小繋小学校（2001年小鳥谷小へ統合）[154]
- 一戸町立摺糠小学校（2006年一戸町立奥中山小学校へ統合）[153]
- 一戸町立宇別小学校（同上）[153]
- 一戸町立平糠小学校（2007年小鳥谷小へ統合）[154]
- 一戸町立鳥越小学校（2017年一戸小へ統合）[7]
- 一戸町立鳥海小学校（2025年一戸小へ統合）[7]
- 一戸町立小鳥谷小学校（2025年一戸南小へ統合）[7]

## 私立小学校
- 頌美小学校（久慈市、1995年閉校）[155]
- 盛岡白百合学園小学校（盛岡市、2025年閉校）[156][157]